# Elio Bertoni
Elio Bertoni detto anche Bertoni II (Pisa, 20 settembre 1919 – ...) è stato un calciatore italiano, di ruolo mediano.

## Carriera
Fratello minore del più celebre Sergio, campione olimpico nel 1936 e mondiale nel 1938, nel 1945, dopo alcuni anni nelle serie minori, approda a Genova, dove il fratello milita da lungo tempo col Genoa, per indossare la maglia dell'Andrea Doria nell'anomalo Campionato Alta Italia 1945-1946, in cui disputa 19 incontri e va a segno all'esordio in occasione del pareggio interno contro il Brescia.
A fine stagione si trasferisce all'Alessandria, con cui disputa 26 incontri in massima serie, con 3 reti all'attivo, quindi torna a Genova nelle file della Sampdoria. Inizia la stagione 1947-1948, per poi perdere progressivamente il posto a vantaggio del quasi omonimo Luigi Bertani, mentre la stagione successiva scende in campo in sole 3 occasioni. Prosegue quindi la carriera con lo Spezia in Serie B e Rapallo in Serie C.
In carriera ha totalizzato complessivamente 49 presenze e 3 reti nella Serie A a girone unico.